# Förhandlingsteknik
Förhandlingsteknik är ett samlingsnamn för olika metoder för att få sin vilja igenom i en förhandling, till exempel en affärsförhandling. En skicklig förhandlare tillämpar förhandlingsteknik för att uppnå sina mål. 
Förståelse av motpartens eller motparternas situation, mål och egenskaper är ofta en avgörande förberedelse inför i en förhandling som bygger på frivillighet, men det krävs också en genomtänkt strategi - förhandlingsstrategin - och en väl genomförd process - förhandlingsprocessen - det vill säga den taktik som resulterar i en överenskommelse som uppfyller förhandlarens målsättning. 
Förberedelser är det första steget i processen. Processen kan sedan delas upp i tre steg och en uppföljning:
- Steg 1: Öppning och identifiering av gapet mellan parterna,
- Steg 2: Snäva in gapet, eftergifter,
- Steg 3: Avslutning,

Review
I begreppet förhandlingsteknik inkluderas inte bara det som händer kring förhandlingsbordet utan även händelser runt omkring, som exempelvis förberedelser, affärsmässiga avväganden och konsekvenser av någons agerande. Inom utbildning i förhandlingsteknik idag läggs stor vikt vid att nå lösningar som gagnar samtliga parter - så kallat "win-win". Balanseffekter kan annars leda till att den part som upplever sig nedförhandlad, det vill säga inte uppnått ett tillräckligt bra resultat för att känna sig nöjd, tar igen detta på något sätt - till exempel senare (om)förhandling, uppsägelse, avtalsbrott, sämre kvalitet eller dylikt.